# ديفيد كار
ديفيد كار (بالإنجليزية: David Carr)‏ هو لاعب كرة قدم أمريكية أمريكي، ولد في 21 يوليو 1979 في بيكرسفيلد في الولايات المتحدة.

## وصلات خارجية
- ديفيد كار على موقع مرجع كرة القدم المحترفة.كوم (الإنجليزية)
- ديفيد كار على موقع الموسوعة البريطانية (الإنجليزية)
- ديفيد كار على موقع إن إن دي بي (الإنجليزية)